# جون جيبسون (ضابط شرطة)
جون جيبسون (بالإنجليزية: John Gibson)‏ هو ضابط شرطة أمريكي، ولد في 29 مارس 1956 في بوسطن في الولايات المتحدة، وتوفي في 24 يوليو 1998 في واشنطن العاصمة في الولايات المتحدة.